# Mary Carew
Mary Carew (Estados Unidos, 8 de septiembre de 1913-12 de julio de 2002) fue una atleta estadounidense, especialista en la prueba de 4 x 100 m en la que llegó a ser campeona olímpica en 1932.

## Carrera deportiva
En los JJ. OO. de Los Ángeles 1932 ganó la medalla de oro en los relevos de 4 x 100 metros, con un tiempo de 47.0 segundos, llegando a meta por delante de Canadá (plata) y Reino Unido (bronce), siendo sus compañeras de equipo: Evelyn Furtsch, Annette Rogers y Wilhelmina von Bremen.